# Cose della vita
"Cose della vita" is een nummer van de Italiaanse zanger Eros Ramazzotti. Het nummer werd uitgebracht op zijn album Tutte storie uit 1993. Op 4 april van dat jaar werd het nummer uitgebracht als de eerste single van het album. In 1997 nam hij het nummer opnieuw op als duet met Tina Turner onder de titel "Cose della vita - Can't Stop Thinking of You", dat verscheen op zijn verzamelalbum Eros. In januari 1998 werd deze versie uitgebracht als single.

## Achtergrond
"Cose della vita" is geschreven door Ramazzotti in samenwerking met Piero Cassano, Adelio Cogliati en is geproduceerd door Cassano. De titel van het nummer is naar het Nederlands te vertalen als "Dingen in het leven". Net zoals bij vele andere grote hits van Ramazzotti nam hij ook een Spaanstalige versie op onder de titel "Cosas de la vida", wat verscheen op de Spaanstalige versie van het album Tutte storie, getiteld Todo historias. Deze versie kwam uit in Spanje en diverse landen in Latijns-Amerika.
"Cose della vita" werd een grote hit en bereikte de vierde plaats in Italië. In Spanje kwam het tot de derde positie en in de voorloper van de Vlaamse Ultratop 50 werd het een nummer 1-hit. In Nederland bereikte de single de elfde plaats in de Top 40 en de twaalfde plaats in de Mega Top 50. De videoclip van het nummer is geregisseerd door Spike Lee. In 1996 werd de oorspronkelijke Italiaanse versie een grote hit in Argentinië, Chili, Mexico en Uruguay.

### Duet met Tina Turner
In 1997 werd "Cose della vita" opnieuw opgenomen als duet tussen Ramazzotti en de Amerikaanse zangeres Tina Turner voor het album Eros, de eerste compilatie van Ramazzotti. Deze versie draagt de titel "Cose della vita - Can't Stop Thinking of You" en bevat naast Italiaanse teksten ook Engelse teksten, geschreven door Turner en James Ralston. Ramazzotti nam later ook voor deze versie een Spaanstalige versie op, waarop de Engelse zang van Turner intact bleef. Deze versie verscheen onder de titel "Cosas de la Vida - Can't Stop Thinking of You".
"Cose della vita - Can't Stop Thinking of You" werd niet in Italië als single uitgebracht, maar werd buiten de landsgrenzen wel een hit. Zo werd in Frankrijk en Spanje de zesde plaats behaald, terwijl in Zwitserland de single op de zevende positie piekte. In Nederland bereikte het de vierde plaats in zowel de Top 40 als de Mega Top 100, terwijl in Vlaanderen plaats 21 in de Ultratop 50 gehaald werd.

## Hitnoteringen

### Eros Ramazzotti

#### Nederlandse Top 40
| Hitnotering: 15-05-1993 t/m 17-07-1993 | Hitnotering: 15-05-1993 t/m 17-07-1993 | Hitnotering: 15-05-1993 t/m 17-07-1993 | Hitnotering: 15-05-1993 t/m 17-07-1993 | Hitnotering: 15-05-1993 t/m 17-07-1993 | Hitnotering: 15-05-1993 t/m 17-07-1993 | Hitnotering: 15-05-1993 t/m 17-07-1993 | Hitnotering: 15-05-1993 t/m 17-07-1993 | Hitnotering: 15-05-1993 t/m 17-07-1993 | Hitnotering: 15-05-1993 t/m 17-07-1993 | Hitnotering: 15-05-1993 t/m 17-07-1993 | Hitnotering: 15-05-1993 t/m 17-07-1993 |
| Week                                   | 1                                      | 2                                      | 3                                      | 4                                      | 5                                      | 6                                      | 7                                      | 8                                      | 9                                      | 10                                     |                                        |
| -------------------------------------- | -------------------------------------- | -------------------------------------- | -------------------------------------- | -------------------------------------- | -------------------------------------- | -------------------------------------- | -------------------------------------- | -------------------------------------- | -------------------------------------- | -------------------------------------- | -------------------------------------- |
| Positie                                | 31                                     | 22                                     | 19                                     | 13                                     | 12                                     | 11                                     | 11                                     | 15                                     | 31                                     | 34                                     | uit                                    |

#### Mega Top 50
| Hitnotering: 15-05-1993 t/m 24-07-1993 | Hitnotering: 15-05-1993 t/m 24-07-1993 | Hitnotering: 15-05-1993 t/m 24-07-1993 | Hitnotering: 15-05-1993 t/m 24-07-1993 | Hitnotering: 15-05-1993 t/m 24-07-1993 | Hitnotering: 15-05-1993 t/m 24-07-1993 | Hitnotering: 15-05-1993 t/m 24-07-1993 | Hitnotering: 15-05-1993 t/m 24-07-1993 | Hitnotering: 15-05-1993 t/m 24-07-1993 | Hitnotering: 15-05-1993 t/m 24-07-1993 | Hitnotering: 15-05-1993 t/m 24-07-1993 | Hitnotering: 15-05-1993 t/m 24-07-1993 | Hitnotering: 15-05-1993 t/m 24-07-1993 |
| Week                                   | 1                                      | 2                                      | 3                                      | 4                                      | 5                                      | 6                                      | 7                                      | 8                                      | 9                                      | 10                                     | 11                                     |                                        |
| -------------------------------------- | -------------------------------------- | -------------------------------------- | -------------------------------------- | -------------------------------------- | -------------------------------------- | -------------------------------------- | -------------------------------------- | -------------------------------------- | -------------------------------------- | -------------------------------------- | -------------------------------------- | -------------------------------------- |
| Positie                                | 43                                     | 34                                     | 28                                     | 22                                     | 18                                     | 14                                     | 12                                     | 14                                     | 16                                     | 20                                     | 33                                     | uit                                    |

### Eros Ramazzotti & Tina Turner

#### Nederlandse Top 40
| Hitnotering: 24-01-1998 t/m 02-05-1998 | Hitnotering: 24-01-1998 t/m 02-05-1998 | Hitnotering: 24-01-1998 t/m 02-05-1998 | Hitnotering: 24-01-1998 t/m 02-05-1998 | Hitnotering: 24-01-1998 t/m 02-05-1998 | Hitnotering: 24-01-1998 t/m 02-05-1998 | Hitnotering: 24-01-1998 t/m 02-05-1998 | Hitnotering: 24-01-1998 t/m 02-05-1998 | Hitnotering: 24-01-1998 t/m 02-05-1998 | Hitnotering: 24-01-1998 t/m 02-05-1998 | Hitnotering: 24-01-1998 t/m 02-05-1998 | Hitnotering: 24-01-1998 t/m 02-05-1998 | Hitnotering: 24-01-1998 t/m 02-05-1998 | Hitnotering: 24-01-1998 t/m 02-05-1998 | Hitnotering: 24-01-1998 t/m 02-05-1998 | Hitnotering: 24-01-1998 t/m 02-05-1998 | Hitnotering: 24-01-1998 t/m 02-05-1998 |
| Week                                   | 1                                      | 2                                      | 3                                      | 4                                      | 5                                      | 6                                      | 7                                      | 8                                      | 9                                      | 10                                     | 11                                     | 12                                     | 13                                     | 14                                     | 15                                     |                                        |
| -------------------------------------- | -------------------------------------- | -------------------------------------- | -------------------------------------- | -------------------------------------- | -------------------------------------- | -------------------------------------- | -------------------------------------- | -------------------------------------- | -------------------------------------- | -------------------------------------- | -------------------------------------- | -------------------------------------- | -------------------------------------- | -------------------------------------- | -------------------------------------- | -------------------------------------- |
| Positie                                | 20                                     | 9                                      | 6                                      | 6                                      | 6                                      | 4                                      | 5                                      | 7                                      | 7                                      | 12                                     | 15                                     | 23                                     | 26                                     | 34                                     | 37                                     | uit                                    |

#### Mega Top 100
| Hitnotering: 17-01-1998 t/m 27-06-1998 | Hitnotering: 17-01-1998 t/m 27-06-1998 | Hitnotering: 17-01-1998 t/m 27-06-1998 | Hitnotering: 17-01-1998 t/m 27-06-1998 | Hitnotering: 17-01-1998 t/m 27-06-1998 | Hitnotering: 17-01-1998 t/m 27-06-1998 | Hitnotering: 17-01-1998 t/m 27-06-1998 | Hitnotering: 17-01-1998 t/m 27-06-1998 | Hitnotering: 17-01-1998 t/m 27-06-1998 | Hitnotering: 17-01-1998 t/m 27-06-1998 | Hitnotering: 17-01-1998 t/m 27-06-1998 | Hitnotering: 17-01-1998 t/m 27-06-1998 | Hitnotering: 17-01-1998 t/m 27-06-1998 | Hitnotering: 17-01-1998 t/m 27-06-1998 |
| Week                                   | 1                                      | 2                                      | 3                                      | 4                                      | 5                                      | 6                                      | 7                                      | 8                                      | 9                                      | 10                                     | 11                                     | 12                                     | 13                                     |
| -------------------------------------- | -------------------------------------- | -------------------------------------- | -------------------------------------- | -------------------------------------- | -------------------------------------- | -------------------------------------- | -------------------------------------- | -------------------------------------- | -------------------------------------- | -------------------------------------- | -------------------------------------- | -------------------------------------- | -------------------------------------- |
| Positie                                | 65                                     | 17                                     | 12                                     | 7                                      | 6                                      | 5                                      | 4                                      | 7                                      | 6                                      | 6                                      | 11                                     | 15                                     | 16                                     |
| Week                                   | 14                                     | 15                                     | 16                                     | 17                                     | 18                                     | 19                                     | 20                                     | 21                                     | 22                                     | 23                                     | 24                                     |                                        |                                        |
| Positie                                | 21                                     | 29                                     | 30                                     | 39                                     | 32                                     | 33                                     | 51                                     | 62                                     | 70                                     | 73                                     | 78                                     | uit                                    |                                        |

#### Radio 2 Top 2000
| Nummer met noteringen in de NPO Radio 2 Top 2000 | '99 | '00-'01 | '02 | '03 | '04 | '05 | '06  | '07  | '08 | '09  | '10  | '11  | '12  | '13  | '14  | '15  | '16-'17 | '18  | '19  | '20  | '21  | '22  | '23 | '24  |
| ------------------------------------------------ | --- | ------- | --- | --- | --- | --- | ---- | ---- | --- | ---- | ---- | ---- | ---- | ---- | ---- | ---- | ------- | ---- | ---- | ---- | ---- | ---- | --- | ---- |
| Cose della vita                                  | 590 | -       | 681 | 844 | 918 | 848 | 1007 | 1199 | 994 | 1313 | 1083 | 1238 | 1193 | 1395 | 1611 | 1783 | -       | 1933 | 1304 | 1137 | 1092 | 1211 | 950 | 1252 |

1. ↑  Een '-' betekent dat het nummer niet was genoteerd en een vetgedrukt getal geeft de hoogste notering aan.